# Trooz
Trooz [tʁo] (en wallon Li Trô) est une commune francophone de Belgique située en Région wallonne dans la province de Liège, ainsi qu’une localité où siège son administration.

## Géographie

### Situation de la commune
Située sur la Vesdre, elle fait partie du Groupement Régional Économique des vallées de l'Ourthe, de la Vesdre et de l'Amblève (GREOVA).
La Vesdre est l'élément principal de la commune. Cette rivière traverse la commune d'Est en Ouest en creusant une vallée profonde. Plusieurs ruisseaux (comme le ruisseau de Mosbeux) forment aussi des vallées secondaires encaissées avant de rejoindre la Vesdre. Le territoire de la commune se trouve principalement sur le versant sud de la Vesdre à l'exception des villages de Forêt et Vaux-sous-Olne situés sur le versant opposé. Les autres villages (Nessonvaux, Fraipont, Trooz et Prayon) sont situés en bordure de la rivière où se concentre la majorité de l'habitat.
Trooz se trouve à une dizaine de km de Liège et à 18 km de Verviers en suivant la route nationale 61.
La ligne ferroviaire 37 Liège-Aix-la-Chapelle suit la Vesdre et traverse donc la commune en s'arrêtant aux gares de Trooz, Fraipont et Nessonvaux.
| Fléron        | Olne     |           |
| Chaudfontaine | Trooz    | Pepinster |
|               | Sprimont |           |

### Sections de commune
| # | Nom        | Superf. (km²) | Habitants (2020) | Habitants par km² | Code INS |
| - | ---------- | ------------- | ---------------- | ----------------- | -------- |
| 1 | Forêt      | 14,26         | 5.311            | 372               | 62122A   |
| 2 | Fraipont   | 8,87          | 2.052            | 231               | 62122B   |
| 3 | Nessonvaux | 1,13          | 934              | 825               | 62122C   |

### Villages et hameaux
- Trooz fait partie de la section de Forêt.
- Fonds-de-Forêt, Prayon en La Brouck.

## Démographie

### Démographie: Commune fusionnée
En tenant compte des anciennes communes entraînées dans la fusion de communes de 1977, on peut dresser l'évolution suivante :
Les chiffres des années 1831 à 1970 tiennent compte des chiffres des anciennes communes fusionnées.
- Source: DGS , de 1831 à 1981=recensements population; à partir de 1990 = nombre d'habitants chaque 1 janvier[1]

## Histoire
La commune a livré des restes néandertaliens au XIXe siècle dans les grottes des Fonds de Forêt, sur les hauteurs de la commune en direction de Fléron. La grotte voisine de Walou est toujours actuellement[Quand ?] fouillée.
La seigneurie de Trooz est un fief de l'église de Liège sous Adolphe de La Marck.
Trooz était une commune industrielle déjà très active sous l'Ancien Régime.

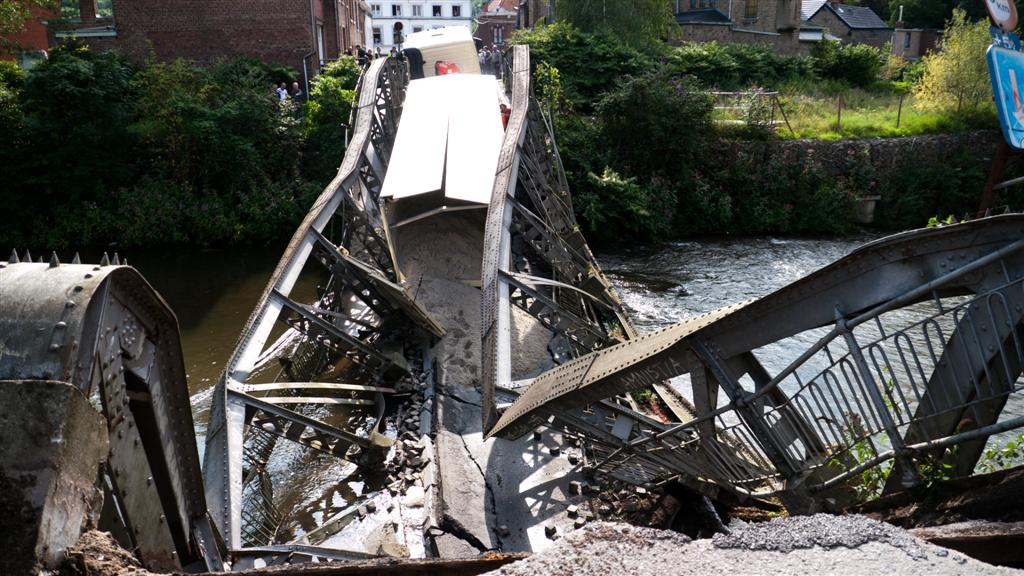
Le pont de la Brouck effondré.

### Effondrement du pont de la Brouck
Le vendredi 12 août 2011, le pont qui reliait le quartier de La Brouck ne résiste pas au poids du camion qui le traverse. Il faudra attendre fin octobre pour que la traversée de la Vesdre à cet endroit soit à nouveau rendue possible par le placement d'un pont provisoire par une société privée. En mai 2013, la commune n'a toujours pas reçu les subsides promis par la Région wallonne pour devenir propriétaire du pont et le rendre définitif.

## Héraldique
|  | La commune ne possède pas d'armoiries. Source du blasonnement : Heraldy of the World. |

## Politique et administration

### Collège et conseil communal 2024-2030
| Collège communal  |                   |                           |
| ----------------- | ----------------- | ------------------------- |
| Bourgmestre       | Fabien Beltran    | PS - Ensemble Bourgmestre |
| 1er Échevine      | Isabelle Juprelle | PS - Ensemble Bourgmestre |
| 2e Échevin        | Sébastien Marcq   | Ensemble Bourgmestre      |
| 3e Échevin        | Éric Nori         | Ensemble Bourgmestre      |
| 4e Échevine       | Joëlle Deglin     | PS - Ensemble Bourgmestre |
| Président du CPAS | Étienne Vandy     | EcoVA                     |

## Patrimoine et culture

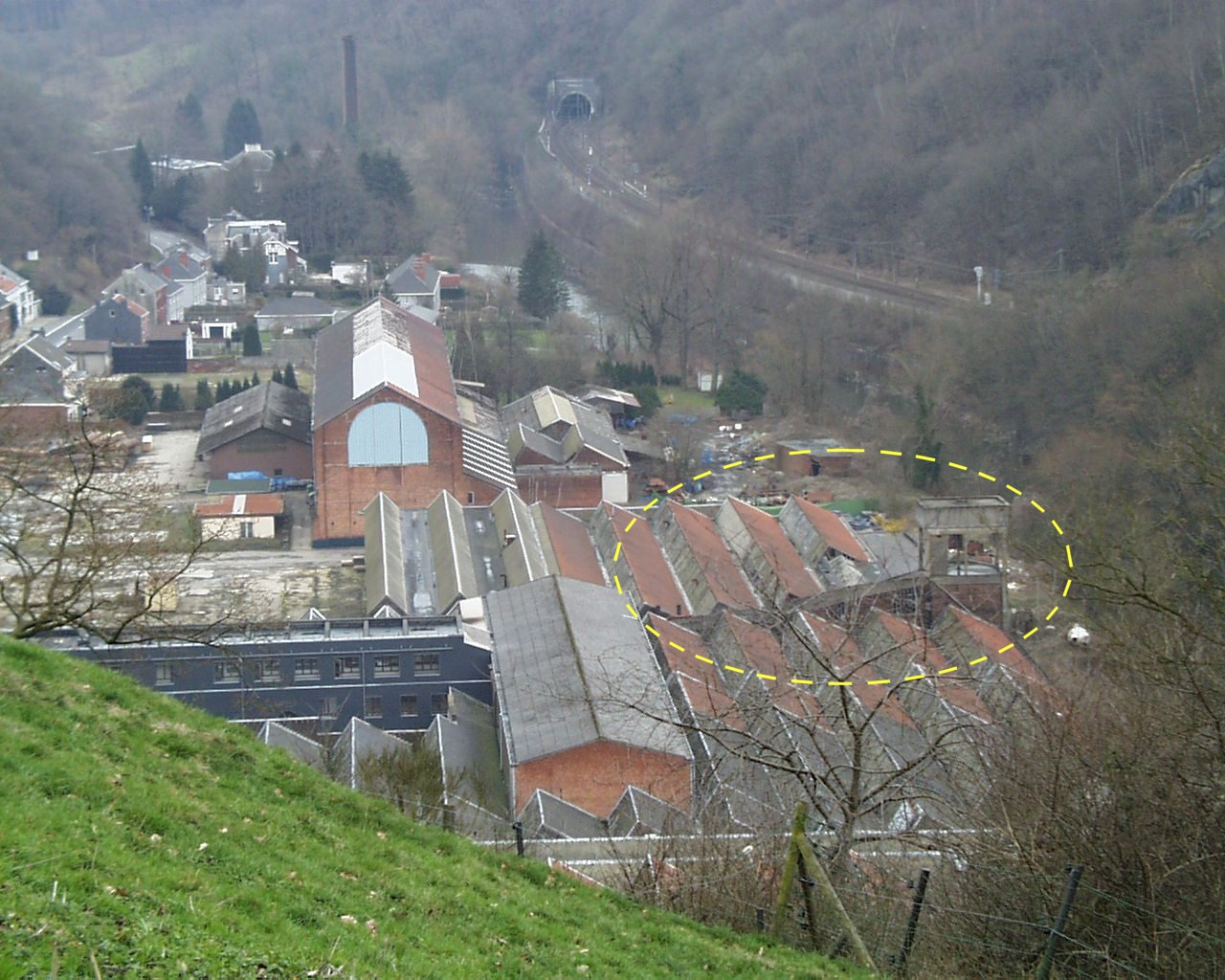
L'usine Imperia à Nessonvaux en 2004 : remarquer dans l'ellipse, une partie de la piste d'essais de 1928.

### Patrimoine architectural et sites
- Gare de Trooz.
- La Fenderie.
- Château Bleu.
- Château des Roches.
- Château du Trumly.
- Château de Forêt.
- Château Prayon.
- Maison Blendeff.
- Patrimoine immobilier classé.

#### Architecture industrielle
C'est à Nessonvaux qu'ont été fabriquées de 1904 à 1958 les automobiles Imperia. Un anneau d'essais routiers est toujours visible sur le toit de l'usine. Il est le seul au monde de ce type avec celui de l'usine Lingotto de Fiat à Turin.

##### La grotte Walou
La grotte Walou s'ouvre au sommet du flanc gauche du vallon de la Magne, dans la commune de Trooz, non loin des grottes plus célèbres des Fonds de Forêt qui ont livré un fémur néandertalien à la fin du XIXe siècle. Les fouilles, menées de 1985 à 1990, puis interrompues durant cinq ans, ont repris en avril 1996 grâce au soutien de la Région wallonne. La grotte Walou présente une stratigraphie exceptionnelle par la continuité des occupations dont elle témoigne. Des traces du Paléolithique Moyen (occupation par l'homme de Néandertal), Récent et du Néolithique y sont conservées, essentiellement sous forme de silex taillés. Une faune très abondante se retrouve dans toutes les couches identifiées sur le gisement. L'étude de cette faune, des sédiments, des pollens fossiles et des datations au carbone 14 est en cours. Elle permettra de préciser la chronologie et le contexte climatique des différentes couches archéologiques,.